# Leopardo-do-cáucaso
Leopardo-do-cáucaso (Panthera pardus ciscaucasia) é uma espécie de leopardo que habita a zona do Cáucaso. Depois de testes genéticos, esta subespécie foi integrada no leopardo Persa.